# Moncé-en-Saosnois
Moncé-en-Saosnois é uma comuna francesa na região administrativa do País do Loire, no departamento de Sarthe. Estende-se por uma área de 8.81 km². Em 2010 a comuna tinha 263 habitantes (densidade: 29,9 hab./km²).